# Sota Kitano
Sota Kitano (北野 颯太, , Kitano Sota), né le 13 août 2004 à Wakayama au Japon, est un footballeur japonais qui évolue au poste d'attaquant au RB Salzbourg.

## Biographie

### En club
Né à Wakayama au Japon, Sota Kitano est formé par le Cerezo Osaka. En février 2022, alors qu'il joue avec les moins de 18 ans du club Kitano est inscrit dans la liste des joueurs pouvant jouer avec l'équipe première.
C'est avec ce club qu'il commence sa carrière professionnelle, jouant son premier match le 19 février 2022, lors de la première journée de la saison 2022 de J. League contre le Yokohama F. Marinos. Il entre en jeu à la place de Mutsuki Kato (en) et son les deux équipes se neutralisent (2-2 score final). Le 25 février suivant il signe son premier contrat professionnel avec le club.
Le 2 mars 2022, Kitano inscrit son premier but en professionnel à l'occasion d'une rencontre de Coupe de la Ligue japonaise face au Kashima Antlers. Titularisé, il donne la victoire à son équipe en étant l'unique buteur de la rencontre. Ce but, à l'âge de 17 ans, 6 mois et 17 jours fait de lui le plus jeune buteur de l'histoire du club, dépassant le précédant record détenu par Takumi Minamino. Il devient également le quatrième plus jeune buteur de la compétition.
Le 10 juin 2023, Kitano marque son premier but en J. League face au Vissel Kobe. Entré en jeu à la place de Jordy Croux, il donne la victoire à son équipe (2-1 score final),.
Le 9 juin 2025, le RB Salzbourg annonce le transfert de Sota Kitano. Le joueur signe un contrat de quatre ans, soit jusqu'en juin 2029.
Kitano marque son premier but pour Salzbourg le 2 août 2025, lors d'une rencontre de championnat face au SV Ried. Titulaire, il ouvre le score à la neuvième minute de jeu, mais les deux équipe se partagent les points ce jour-là (2-2 score final),.

### En sélection
Sota Kitano commence sa carrière internationale avec l'équipe du Japon des moins de 15 ans, avec laquelle il joue deux matchs en 2019.
Kitano est retenu avec l'équipe du Japon des moins de 20 ans pour participer à la coupe du monde des moins de 20 ans en 2023.